# Хотел „Дунав” Пожаревац
Хотел „Дунав” Пожаревац један је од угоститељских и туристичких објеката за смештај гостију  у центру града Пожаревца и један од хотела у Браничевском округу. По последњој категоризацији из 2014. хотел је носилац  категорије три звездице.

## Положај и размештај
Хотел се налази у центру града на адреси Љубовинска 52. Удаљен је 3 минута хода од Музеја уметности Галерије Милене Павловић Барили и 3 km од државног пута 34.
Хотел располаже са 51 једнокреветном и двокреветном собом и 4 апартмана, са укупно 65 кревета + 25 помоћних лежајева. Собе и апартмани имају WiFi и телевизоре са равним екраном и радне столове.
Хотел од садржаја има неформалан ресторан и салу за догађаје, као и доручак.

## Историја
На месту данашњег хотела давне 1910. године први пут је у Пожаревцу отворен хотел Берза, који је  преживео  светску економску кризу раних 1930-их и остао једини хотел у граду чак и после Другог светског рата.
Године 1954. хотел је добио назив „Авала“, и као независна угоститељска радња све више се окретала хотелијерству.
Авала је срушена 1976. године а на њеном месту изграђен је Анекса новоизграђеног хотела "Дунав", који је био једна од најлепших зграда у бившој Југославији и симбол града Пожаревца.
Хотел је од 1976. године пролазио кроз различите трансформације све до приватизације која је спроведена 2003. године, и данас послује као акционарско друштво ПД "Авала", чији је већински власник конзорцијум акционара, које запошљава 36. радника у свим областима пословања.

## Спољашње  везе
- Hotel Dunav